# 체킷코
체킷코(チェキッ娘)는 일본의 여성 아이돌 그룹이다.

## 개요
1998년 10월 5일부터 1999년 3월 31일까지 후지테레비에서 방송된 《DAIBA 데키!!》(DAIBAッテキ!!)에서 그룹을 탄생되었다. 체킷코 멤버들 각각의 개성이 밝혀져 갔다. 체킷코를 아는 일반인들이 인식하는 활동기간은 지난 반년간으로 생각된다.
1985년의 《저녁노을냥냥》(夕やけニャンニャン)에서 탄생한 일본의 여성 아이돌 그룹 오냥코클럽(おニャン子クラブ)을 계승된 그룹이다.
본 방송 프로그램이 종료, 그 뒤, 1999년 11월에 그룹을 해산했다. 이후, 2004년에 재결성했다.

## 멤버
1. 다나카 리나 (田中里奈)
2. 시모카와 미쿠니 (下川みくに)
3. 야하기 미키 (矢作美樹)
4. 아라이 리카 (新井利佳)
5. 이가라시 메구미 (五十嵐恵)
6. 쿠마기리 아사미 (熊切あさ美)
7. 우에다 아이미 (上田愛美)
8. 요시오카 에리코 (吉岡恵理子)
9. 마사다 에구미 (町田恵)
10. 쿠지 마리나 (久志麻理奈)
11. 사사키 에미코 (佐々木絵美子)
12. 후지오카 마미 (藤岡麻美)
13. 노자키 메구미 (野崎恵)
14. 시마노 란 (嶋野蘭)
15. 모리 토모코 (森知子)
16. 마츠모토 에리코 (松本江里子)
17. 카토 마유 (加藤真由)
18. 카이다 사토미 (甲斐田聡美)
19. 코바야시 히로미 (小林裕美)
20. 오오타키 아야노 (大瀧彩乃)
21. 오오타 유카 (大田祐歌)

## 음반 목록

### 싱글
1. 抱きしめて (1998년 12월 9일)
2. はじまり (1999년 3월 3일)
3. 最初のキモチ (1999년 5월 26일)
4. 海へ行こう〜Love Beach Love〜 (1999년 7월 16일)
5. ドタバタギャグの日曜日 (1999년 8월 18일)
6. ありがとう (1999년 9월 17일)

CD-BOX
- Memorial Singles(チェキッ娘シングルコンプリートBOX) (2000년 3월 15일)

### 앨범
1. CXCO (1999년 7월 7일)
2. Best Memories (1999년 10월 20일)

#### 참가 앨범
- tribute to REBECCA DREAM DISCOVERY (1999년 11월 10일)
  - 레베카의 리부트 앨범. 8곡째 「Super Girl」를 담당.
- Bad Friends 〜阿久悠トリビュート (2009년 12월 16일)
  - 작사가 아쿠 유의 리부트 앨범. 3곡째 「サウスポー」를 담당. 10년 만에 신곡.

### 비디오
1. CHECKICCO in HAWAII (1999년 2월 17일)
2. チェキッ娘 in DAIBAッテキ!! (1999년 7월 16일)
3. CHECKICCO in GUAM (1999년 10월 20일)
4. チェキッ娘 in 旅立ちLIVE (2000년 1월 1일)

### DVD
1. CHECKICCO in GUAM (1999년 11월 3일)
2. チェキッ娘 in 旅立ちLIVE The DVD (2000년 3월 3일)

### 드림 캐스트 소프트
1. チェキッ娘の見るCD (1999년 8월 4일, MIL-CD)

### 사진집
1. Check it! (1999년 2월 14일)